# Tino Thömel
Tino Thömel (Berlín, 27 de març de 1983) és un ciclista alemany, professional des del 2011 i actualment a l'equip Bike Aid. Del seu palmarès destaca el Tour de Loir i Cher de 2013.

## Palmarès
- 2008
  - Vencedor d'una etapa a la Volta a Brandenburg
- 2010
  - 1r al Gran Premi de Frankfurt sub-23
  - Vencedor de 2 etapes al Tour de Berlin
  - Vencedor de 2 etapes al Tour d'Alanya
- 2011
  - Vencedor d'una etapa al Tour de Normandia
  - Vencedor de 2 etapes a la Volta a Grècia
  - Vencedor d'una etapa a la Szlakiem Grodów Piastowskich
  - Vencedor d'una etapa a la Volta a l'Alta Àustria
- 2012
  - Vencedor d'una etapa a la Szlakiem Grodów Piastowskich
- 2013
  - 1r al Tour de Loir i Cher i vencedor de 3 etapes
  - Vencedor d'una etapa al Tour de Normandia
  - Vencedor d'una etapa a la Szlakiem Grodów Piastowskich
- 2014
  - Vencedor d'una etapa a la Volta a la Xina I
- 2015
  - Vencedor d'una etapa al Tour de Taiwan
  - Vencedor d'una etapa al Tour de Corea
  - Vencedor d'una etapa al Tour de Hainan
  - Vencedor d'una etapa al Tour dels Aiguamolls costaners de Yancheng
- 2016
  - Vencedor d'una etapa a la Volta a la Xina II
- 2017
  - Vencedor d'una etapa al Tour d'Ucraïna